# Wer den Wind sät (1960)
Wer den Wind sät (Originaltitel: Inherit the Wind) ist eine US-amerikanische Filmbiografie von Stanley Kramer aus dem Jahr 1960. Sie wurde von ihm für die United Artists produziert. Der Film basiert auf einem Theaterstück von Jerome Lawrence und Robert E. Lee. Dieses lehnt sich frei an das als sogenannter Affenprozess bekannt gewordene Gerichtsverfahren an, das gegen den Lehrer John Thomas Scopes 1925 in Dayton (Tennessee) geführt wurde. Die künstlerische Beratung des Films hatte Erich Maria Remarque. Die Hauptrollen sind mit Spencer Tracy, Fredric March und Gene Kelly besetzt, tragende Rollen mit Dick York, Donna Anderson, Harry Morgan, Claude Akins und Florence Eldridge.

## Handlung
Im kleinen Städtchen Hillsboro in Tennessee bricht im Jahr 1925 ein Streit aus, der die amerikanische Nation in Aufregung versetzt und der weltweit für Schlagzeilen sorgt: Der junge Lehrer Bertram T. Cates lehrt seine Schüler die Evolutionstheorie von Charles Darwin, die besagt, dass der Mensch durch Evolution entstanden sei. Der fanatische Reverend Jeremiah Brown veranlasst, dass Cates verhaftet und ihm der Prozess gemacht wird, da die von ihm gelehrte These der biblischen Schöpfungsgeschichte widerspreche, welche laut Gesetz die einzig richtige sei. Der „Affenprozess“ schlägt hohe Wellen in den Vereinigten Staaten.
Der bibelgläubige Fundamentalist und mehrmalige Präsidentschaftskandidat Matthew Harrison Brady vertritt die Anklage. Der Reporter E. K. Hornbeck vom „Baltimore Herald“ berichtet vom Prozess und organisiert für Cates den agnostischen Verteidiger Henry Drummond. Matthew Brady und Henry Drummond waren während des Studiums Freunde. Drummond hat Brady auch in mehreren Wahlkämpfen unterstützt, als dieser Präsident der Vereinigten Staaten werden wollte. Doch die Freundschaft zerbrach an der fanatischen Gesinnung Bradys.
Es kommt zu einem dramatischen Prozess. Anklage und Verteidigung liefern sich erbitterte Duelle. Henry Drummond kämpft vehement für Fortschritt und die Freiheit des Denkens, die durch das Gesetz unterbunden wird, während M. H. Brady auf der wörtlichen Interpretation der Bibel besteht und daher die darwinsche Evolutionstheorie als falsch bezeichnet.
Die Bewohner Hillsboros stehen nahezu geschlossen hinter dem Reverend und Brady. Es wird ein Gottesdienst abgehalten, in dem der Reverend sogar seine eigene Tochter verflucht, weil sie mit Bertram T. Cates verlobt ist und nichts an seinem Verhalten als sündig erkennen kann. Es wird auch eine Demonstration organisiert, bei der eine Puppe mit Cates’ Namen verbrannt wird und Flaschen durch dessen Zellenfenster fliegen.
Das Gericht lehnt alle Zeugen ab, die Henry Drummond aufrufen will, um die von Cates gelehrte Darwin’sche Evolutionstheorie näher zu erläutern. Die Begründung ist stets, dass es nicht Aufgabe des Gerichts sei, den Inhalt eines bereits beschlossenen Gesetzes in Frage zu stellen. Schließlich wird Brady selbst von Drummond als Experte für die Bibel in den Zeugenstand gerufen. Es gelingt Drummond, Brady mit Bibelzitaten in eine bestimmte Richtung zu drängen, indem er aufzeigt, dass viele Aussagen der Bibel vernünftigerweise nicht wörtlich genommen werden können. Sein Bestreben besteht dabei nicht darin, die Bibel zu widerlegen; vielmehr erweitert und hinterfragt er biblische Aussagen durch menschliche Logik: Die Fähigkeit zu denken sei schließlich aus der Sicht der Anklage gottgegeben und dürfe durchaus auch in Bezug auf den Text der Bibel angewandt werden. Drummond selbst hält diese Fähigkeit zum Denken für weitaus „heiliger als alle Amens und Hallelujahs“. Drummond hinterfragt die Fähigkeit Josuas, die Sonne stillstehen zu lassen, ebenso hinterfragt er die Sicht der Bibel auf die Lehre des Kopernikus und er fragt, wie Kains Frau Awan urplötzlich auftauchen kann.
Cates wird von den Geschworenen dennoch für schuldig befunden, aber zu einer Geldstrafe von nur 100 US-Dollar verurteilt. Nach der Urteilsverkündung will Brady noch eine von ihm verfasste politische Rede zum Prozess halten. Doch all die Menschen, die ihm bis zum vorherigen Tag noch an den Lippen hingen, sind beeindruckt von Drummond und zweifeln an ihrer vorher unumstößlichen Einstellung. Brady, der in der schwülen Hitze im Gerichtssaal während des Prozessverlaufs zu viel gegessen hat, bricht nach den Anstrengungen zusammen und stirbt.
Hornbeck kommentiert den Prozess später in einem Gespräch mit Drummond und verhöhnt den Verstorbenen, der fanatisch für seinen Glauben gekämpft habe. Doch Drummond weist ihn zurecht, indem er ihm vor Augen führt, wie bemerkenswert es ist, trotz einer möglicherweise zu engstirnigen Sichtweise nach einer Sache zu streben und sich dafür aufzuopfern. Hornbeck ist betreten, als er merkt, um wie wenig es ihm selbst im Leben geht und dass er keine Ideale hat. Am Ende beruft er sich aber auch auf sein „Recht, einsam zu sein“, das wohl nur Drummond vor Gericht verteidigen würde.
Der Film endet damit, dass Drummond die Bibel und Darwins Über die Entstehung der Arten in beiden Händen hält, gegeneinander abwägt, die Bibel dann auf Darwins Werk legt und einsam den Gerichtssaal verlässt. Als Hintergrundmusik dient hierbei The Battle Hymn of the Republic.

## Produktion

### Hintergrund
Das Theaterstück Inherit the Wind und seine Verfilmung lehnen sich frei an den sogenannten Affenprozess an, veränderten allerdings kleinere Einzelheiten und benannten die wichtigsten Protagonisten um. Der Prozess gegen den Lehrer John Thomas Scopes wurde ebenfalls 1925 in Dayton (Tennessee) geführt und endete auch mit einer Geldbuße von 100 US-Dollar, später wurde er wegen eines Formfehlers ganz freigesprochen. Die Figur des Henry Drummond lehnt sich an den Scopes-Verteidiger Clarence Darrow an, der wie die Filmfigur an einigen der berühmtesten Prozesse, die in den USA während seiner Lebzeit stattfanden, beteiligt war. Die Figur des Brady basiert auf dem Politiker William Jennings Bryan, der für seine christlich-fundamentalistischen Ansichten bekannt war, sich von Darrow während des Prozesses tatsächlich ins Kreuzverhör rufen ließ und sich dabei in Widersprüche verstrickte. Bryan starb nicht wie die Figur Brady am letzten Prozesstag auf dramatische Weise im Gerichtssaal, aber nur fünf Tage nach dem Urteil im Schlaf. Der zynische Journalist E. K. Hornbeck hat in dem Journalisten Henry L. Mencken sein Vorbild, der für seine scharfzüngigen Artikel bekannt war und den Prozess begleitete.

### Veröffentlichung
Der Kinostart des Films in der Bundesrepublik Deutschland war am 30. August 1960, die deutsche Fernseh-Erstausstrahlung am 15. März 1971 um 21.00 Uhr im ZDF.

### Filmtitel
Der deutsche Filmtitel ist an den Bibelvers „Wer Wind sät, wird Sturm ernten“ (Hos 8,7 ) aus dem Buch Hosea angelehnt. Der englische Originaltitel „Inherit the Wind“ ist jedoch aus dem Buch der Sprichwörter (Spr 11,29 ): „He that troubleth his own house shall inherit the wind and the fool shall be servant to the wise of heart.“; Deutsch (Spr 11,29 ): „Wer seine eigene Familie zerrüttet, wird [nur] Wind zum Erbe bekommen, und der Tor wird ein Knecht dessen, der weise ist.“

## Synchronisation
Die Synchronfassung entstand 1960 bei der Ultra Film Synchron in Berlin unter Synchronregie von Josef Wolf.
| Rolle                                 | Darsteller        | Synchronsprecher   |
| ------------------------------------- | ----------------- | ------------------ |
| Henry Drummond                        | Spencer Tracy     | Walter Suessenguth |
| Matthew Harrison Brady                | Fredric March     | Konrad Wagner      |
| E. K. Hornbeck                        | Gene Kelly        | Heinz Drache       |
| Bertram T. Cates                      | Dick York         | Michael Chevalier  |
| Rachel Brown                          | Donna Anderson    | Sabine Eggerth     |
| Mrs. Brady                            | Florence Eldridge | Tilly Lauenstein   |
| Richter Mel Coffey                    | Harry Morgan      | Alfred Balthoff    |
| Reverend Jeremiah Brown               | Claude Akins      | Werner Peters      |
| Tom Davenport, Staatsanwalt           | Elliott Reid      | Heinz Petruo       |
| Bürgermeister Jason Carter            | Philip Coolidge   | Erich Fiedler      |
| John Stebbins, Vater des toten Jungen | Noah Beery junior | Alexander Welbat   |
| Howard, Schüler                       | Jimmy Boyd        | Ernst Jacobi       |

## Rezeption

### Kritiken
„Eine glänzende Besetzung garantiert schauspielerische Perfektion; das Thema – Intoleranz und Fanatismus gegenüber dem demokratischen Recht auf freie Meinungsäußerung und freie Lehre – ist von höchster Aktualität. Der Modellfall, an dem es demonstriert wird, liegt nahezu vierzig Jahre zurück und trägt sehr bezeichnend amerikanische Züge. In Form einer Gerichtsverhandlung geht es um Darwin kontra Bibel. Die Frage, ob die Naturwissenschaften die Offenbarungsweisheiten widerlegen oder nicht, regt heute kaum noch jemanden auf, denn sie ist falsch gestellt. Insofern bleibt der manchmal etwas rhetorische Dialog des Films auch blaß und antiquiert. Aber glaubwürdig wird unter Kramers Meisterhand der leidenschaftliche Ernst, mit dem in Amerika damals wie heute gegen Dogmatismus und für die Rechte der Verfassung gestritten wird.“

„Buchstabengetreuer Bibelglaube einerseits und Darwinismus andererseits erhitzen eine kleine Stadt bis zur Weißglut. […] Hervorragende Darsteller, vorzüglich inszenierter Gerichtsfilm, der anspruchsvoll-fesselnd unterhält.“

### Auszeichnungen
Der Film erhielt vier Oscarnominierungen („Bester männlicher Hauptdarsteller“: Spencer Tracy, bestes adaptiertes Drehbuch: Nedrick Young und Harold Jacob Smith, beste Kamera: Ernest Laszlo, bester Schnitt: Frederic Knudtson), ging jedoch bei der Verleihung 1961 leer aus. Fredric March erhielt auf der Berlinale 1960 einen Silbernen Bären als „Bester Darsteller“ und Stanley Kramer bekam auf der Berlinale den Jugendfilmpreis.
Der Film wurde für den BAFTA Award in den Bereichen bester Film und beste ausländische Schauspieler (March und Tracy) nominiert. Bei den Golden Globes war der Film als bester Film und Tracy als bester Darsteller nominiert.

### Remakes
- 1965: Inherit the Wind (1965), Fernsehfilm mit Melvyn Douglas, Ed Begley und Murray Hamilton.
- 1988: Der Brady-Skandal, Fernsehfilm mit Jason Robards, Kirk Douglas und Darren McGavin, gewann zwei Emmy Awards.
- 1999: Wer Sturm sät, Fernsehfilm mit Jack Lemmon, George C. Scott und Beau Bridges, gewann einen Golden Globe und wurde für zwei Emmy Awards nominiert.

## Trivia
Die Simpsons-Folge Gott gegen Lisa Simpson (St.17/Ep.21) greift das Thema des Films auf; die Gerichtsverhandlung in der zweiten Hälfte der Episode ist dem Film nachempfunden.